# Li Yanfeng
Li Yanfeng (Qinggang, Heilongjiang, 15 mei 1979) is een Chinese atlete, die is gespecialiseerd in het discuswerpen. Ze heeft driemaal deelgenomen aan de Olympische Spelen, waarbij ze in 2004 en 2008 geen medailles won, maar in 2012 zilver veroverde. Haar grootste succes is de gouden medaille bij de wereldkampioenschappen van Daegu in 2011. Verder heeft ze meerdere kampioenschappen voor Aziaten gewonnen, onder andere de Aziatische Spelen en de Aziatische atletiekkampioenschappen.

## Biografie

### Op vijftiende begonnen
Li Yanfeng begon met discuswerpen op haar vijftiende, in 1994. Vijf jaar later, tijdens de WK in Sevilla, maakte ze haar eerste intrede op het wereldtoneel. Ze geraakte bij deze wedstrijd niet in de finale en moest zichzelf tevredenstellen met een negentiende plek. De jaren daaropvolgend waren voor Li Yanfeng vooral op Aziatisch vlak succesvol. In 2000 werd ze derde tijdens de Aziatische atletiekkampioenschappen. Twee jaar later wist ze het discuswerpen tijdens hetzelfde kampioenschap te winnen, evenals de daaropvolgende editie, die door het verschuiven van de cyclus al het jaar erna, in 2003, plaatsvond.

### Finaliste op OS in Athene
In 2004 deed Li Yanfeng het ook op wereldniveau goed. Ze wist haar persoonlijk record voor het eerst sinds 1999 aan te scherpen, tot 64,34 m. Deze prestatie was goed voor een zeventiende plek op de wereldranglijst, de beste klassering tot dan toe. Ook wist ze in 2004 bij de Olympische Spelen van Athene de finale te bereiken. Ze kwam echter 39 centimeter tekort om zich bij de eerste acht te voegen en drie extra pogingen te verdienen. 2005 was een minder voortvarend jaar voor Li Yanfeng. Ze kreeg een ernstige blessure aan haar hand en was lange tijd uitgeschakeld. In deze periode overwoog Li een eind aan haar carrière te maken. Uiteindelijk deed ze dit niet en pakte zij in 2007 het discuswerpen weer op.

### Deelneemster aan Spelen in eigen huis
De tweede Olympische Spelen van Li Yanfeng waren een thuiswedstrijd voor haar; in Peking behaalde ze finale en kon ze nu wel gebruikmaken van zes pogingen. In haar eerste poging wierp ze 60,68 ver, wat ze in de pogingen daarna niet verbeterde, waardoor Li bleef steken op een zevende klassering. Een jaar later wist ze zich niet voor de wereldkampioenschappen te kwalificeren. Na de WK, tijdens de Chinese Nationale Spelen van 2009, verbeterde Li haar persoonlijk record met ruim 2 meter tot 66,40, wat ervoor zorgde dat ze aan het eind van het gangbare baanseizoen onverwacht op de eerste plaats van de wereldranglijst terechtkwam.

### Wereldkampioene
Dit lukte haar wederom in 2011: in het Duitse Schönebeck wierp ze in mei de discus tot een afstand van 67,98, 2 centimeter verder dan de eerdere beste jaarprestatie van Sandra Perković. Li Yanfeng hield deze topvorm vast bij de WK in Daegu: ze wierp als enige deelneemster in de finale zesmaal geldig, met als minste worp 63,83 en als beste 66,52, ruim genoeg om de concurrentie op afstand te houden. Met deze prestatie behaalde Li de eerste wereldtitel op een technisch onderdeel voor China sinds 1993.
Li Yanfeng had vervolgens de ambitie om tijdens de Olympische Spelen van Londen weer in actie te komen. Aanvankelijk was ze van plan om daarna een punt achter haar sportcarrière te zetten. Li was in Londen wederom succesvol, met een derde positie, die later door de schorsing van Darja Pisjtsjalnikova tweede plek werd. Na de verovering van de zilver medaille in Londen en haar overige sterke prestaties kwam deze laatbloeister terug op haar besluit.

### Rugproblemen
Eind 2012 kreeg Li Yanfeng last van haar rug, waar ze in maart 2013 aan werd geopereerd. Hierdoor kon ze pas in mei weer terugkeren bij trainingen. Ze besloot daarom niet te proberen haar titel te verdedigen bij de WK van Moskou. Ze deed wel mij aan de Chinese Nationale Spelen, waar ze tweede werd.
Li Yanfeng trouwde in oktober 2013. Ze gaf vlak voordat ze huwde aan, dat zij en haar toekomstige man overwogen om snel te kinderen te krijgen. Los daarvan wilde zij haar ambitie om deel te namen aan de Olympische Spelen van 2016 in Rio de Janeiro niet laten varen. Sindsdien is op prestatief gebied echter niets meer van haar vernomen.
Li werd in de loop der jaren getraind door de Duitse trainer Karl-Heinz Steinmetz en door Zhang Jinglong.

## Titels
- Wereldkampioene discuswerpen - 2011
- Aziatische Spelen kampioene discuswerpen - 2010
- Aziatisch kampioene discuswerpen - 2002, 2003
- Oost-Aziatisch kampioene discuswerpen - 2009
- Kampioene Chinese Nationale Spelen discuswerpen - 2009

## Persoonlijk record
| Onderdeel    | Prestatie | Datum       | Plaats     |
| ------------ | --------- | ----------- | ---------- |
| discuswerpen | 67,98 m   | 5 juni 2011 | Schönebeck |

## Prestatieontwikkeling
| Jaar | Prestatie |
| ---- | --------- |
| 1999 | 63,67 m   |
| 2000 | 60,84 m   |
| 2001 | 61,77 m   |
| 2002 | 62,52 m   |
| 2003 | 61,87 m   |
| 2004 | 64,34 m   |
| 2005 | 61,61 m   |
| 2006 |           |
| 2007 | 62,24 m   |
| 2008 | 63,79 m   |
| 2009 | 66,40 m   |
| 2010 | 66,18 m   |
| 2011 | 67,98 m   |
| 2012 | 67,84 m   |
| 2013 | 63,91 m   |

## Palmares
Kampioenschappen
- 1999: 19e WK - 59,47 m
- 2000:  Aziatische kamp. - 57,52 m
- 2001:  Universiade - 60,50 m
- 2001: 5e Chinese Nationale Spelen
- 2002:  Aziatische kamp. - 60,06 m
- 2002: 4e IAAF World Cup - 59,89 m
- 2003:  Aziatische kamp. - 61,87 m
- 2003:  Universiade - 61,12 m
- 2003:  Afro-Aziatische Spelen - 60,42 m
- 2004: 9e OS - 61,05 m
- 2005: 11e Chinese Nationale Spelen
- 2007:  Aziatische kamp. - 61,13 m
- 2008: 7e OS - 60,68 m
- 2009:  Chinese Nationale Spelen - 66,40 m
- 2009:  Oost-Aziatische Spelen - 64,66 m
- 2010:  IAAF Continental Cup - 63,79 m
- 2010:  Aziatische Spelen - 66,18 m
- 2011:  WK - 66,52 m
- 2012:  OS - 67,22 m
- 2013:  Chinese Nationale Spelen - 63,91 m

Diamond League-podiumplekken
- 2010:  Memorial Van Damme – 64,74
- 2011:  Shanghai Golden Grand Prix – 62,73 m
- 2011:  Golden Gala – 62,55 m
- 2011:  Memorial Van Damme – 66,27 m

1983 Martina Hellmann ·
1987 Martina Hellmann ·
1991 Tsvetanka Khristova ·
1993 Olga Tsjernjavskaja ·
1995 Ellina Zvereva ·
1997 Beatrice Faumuina ·
1999 Franka Dietzsch ·
2001 Ellina Zvereva ·
2003 Iryna Jatsjanka ·
2005 Franka Dietzsch ·
2007 Franka Dietzsch ·
2009 Dani Samuels ·
2011 Li Yanfeng ·
2013 Sandra Perković ·
2015 Denia Caballero ·
2017 Sandra Perković ·
2019 Yaimé Pérez ·
2022 Feng Bin ·
2023 Laulauga Tausaga
- World Athletics: 14265931